# UFC 265
UFC 265: Lewis vs. Gane fue evento de artes marciales mixtas producido por Ultimate Fighting Championship que tuvo lugar el 7 de agosto de 2021 en el Toyota Center en Houston, Texas, Estados Unidos.

## Antecedentes
Un combate interino por el Campeonato de Peso Pesado de la UFC entre el ex aspirante al título Derrick Lewis y Ciryl Gane encabezó el evento. El plan original era presentar al actual campeón Francis Ngannou defendiendo su título contra Lewis, pero la promoción optó por seguir adelante con el combate interino debido a la supuesta negativa del campeón a defenderlo en agosto (a pesar de haber ganado el campeonato poco más de cuatro meses antes y haber afirmado que estaba disponible para su primera defensa en septiembre).
En el evento se esperaba un combate por el Campeonato Femenino de Peso Gallo de la UFC entre la actual campeona Amanda Nunes (también actual Campeona Femenina de Peso Pluma de la UFC) y la ganadora de The Ultimate Fighter: Team Rousey vs. Team Tate, Julianna Peña. Sin embargo, el 29 de julio, el combate fue retirado debido a que Nunes dio positivo por COVID-19. Ahora se espera que se reprograme para un evento futuro.
Se esperaba que Johnny Muñoz y Jamey Simmons se enfrentaran en un combate de peso gallo en UFC 261, pero este último se retiró por razones no reveladas. Más tarde se reprogramaron para este evento.
En este evento se esperaba un combate de peso medio entre Uriah Hall y Sean Strickland. Sin embargo, el emparejamiento se trasladó a la semana anterior y estaba programado para encabezar UFC on ESPN: Hall vs. Strickland.
La revancha de peso paja femenino entre Tecia Torres y la ex Campeona de Peso Paja de Invicta FC, Angela Hill, tuvo lugar en este evento. La pareja se enfrentó anteriormente en UFC 188 en junio de 2015, cuando Torres ganó por decisión unánime. La revancha estaba originalmente programada para tener lugar en diciembre de 2020 en UFC 256, pero Hill dio positivo por COVID-19 durante la semana previa al evento y fue retirada del combate.
En este evento tuvo lugar un combate de peso gallo entre Miles Johns y Anderson dos Santos. La pareja estaba programada para enfrentarse en UFC on ESPN: Makhachev vs. Moisés, pero fue eliminada horas antes del show debido a problemas de protocolo de COVID-19 derivados del campamento de Dos Santos.
En el pesaje, el ex Campeón de Peso Gallo de Rizin, Manel Kape, pesó 129 libras, tres libras por encima del límite de la pelea de peso mosca sin título. Se espera que su combate se desarrolle en el peso acordado y se le impondrá una multa del 20% de su bolsa, que irá a parar a su oponente Ode' Osbourne.

## Resultados
1. ↑  Por el Campeonato Interino de Peso Pesado de la UFC.

## Premios de bonificación
Los siguientes luchadores recibieron bonificaciones de $50000 dólares.
- Pelea de la Noche: Rafael Fiziev vs. Bobby Green
- Actuación de la Noche: Ciryl Gane, Vicente Luque, Jessica Penne, y Miles Johns